# 威廉氏蟾頭龜
威廉氏蟾頭龜（學名：Phrynops williamsi ）是蟾頭龜屬下的一種側頸龜，發現於巴西東南部、烏拉圭和阿根廷。

## 外部連結
- 維基物種上的相關：Phrynops williamsi